# Iphigénie en Tauride (de Majo)
Pour les articles homonymes, voir Iphigénie en Tauride.
Iphigénie en Tauride (Ifigenia in Tauride) est un opera seria en trois actes de Gian Francesco de Majo sur un livret de Mattia Verazi (en) dont la première eut lieu le 5 novembre 1764 à Mannheim.

## Histoire
En 1764,  le compositeur napolitain Gian Francesco de Majo reçut une commission de l'électeur palatin Charles-Théodore de Bavière pour écrire un opéra à l'occasion de la fête du nom de ce dernier (le 4 novembre). Charles-Théodore mettait à sa disposition un orchestre d'excellente qualité et la première eut lieu au théâtre du château de Mannheim, la résidence des électeurs palatins.

## Livret  et orchestration
Dans ses grandes lignes, Verazi suit les conventions rendues populaires par Pietro Metastasio (thèmes de la rivalité amoureuse  et conflits). Verazi va jusqu'à reprendre pour cet opéra la fin de la Didone abbandonata de Metastasio, remplaçant sa Didon par le tyran Toante.
Parallèlement, Verazi ne suit pas exactement l'histoire conventionnelle du mythe. Il s'en explique dans l'introduction du livret :
« (…) rettificando i caratteri di quegli attori che nella nostra tragedia son destinati ad eccitar l'altrui pità e compassione, abbiamo tentato di renderne più interessante il soggetto, e meno incerto e pericoloso il successo. »
« (...) modifiant la personnalité de ces acteurs qui, dans notre tragédie, sont destinés à faire naître pitié et compassion, nous nous sommes efforcés d'en rendre le sujet plus intéressant et son succès moins incertain et hasardeux. »
Verazi se détache aussi des conventions : il ne suit pas l'alternance récitatifs et arias et privilégie une action dramatique continue. En même temps, il introduit des ballets ou des pantomimes dans l'acte I.
Pour sa part, de Majo utilise au maximum les ressources de l'excellent orchestre du théâtre, considéré comme le meilleur à son époque, véritable « armée de généraux également propres à donner un plan de bataille et à se battre. ».  De Majo innove dans l'ouverture avec une sinfonia à programme. Elle commence par un allegro con brio en mi bémol majeur représentant une tempête en mer, suivi d'un cantabile en sol majeur pour flute et cordes (les rescapés de la tempête arrivent en Tauride). L'ouverture se termine par un allegro lui aussi en mi bémol majeur, évoquant la bataille pendant laquelle les survivants grecs sont faits prisonniers par les Scythes. Ce recours à la sinfonia programmatique sera imité en 1779 par Guillard et Gluck qui reprendront pour leur Iphigénie en Tauride le thème de la tempête de Verazi.

## Distribution

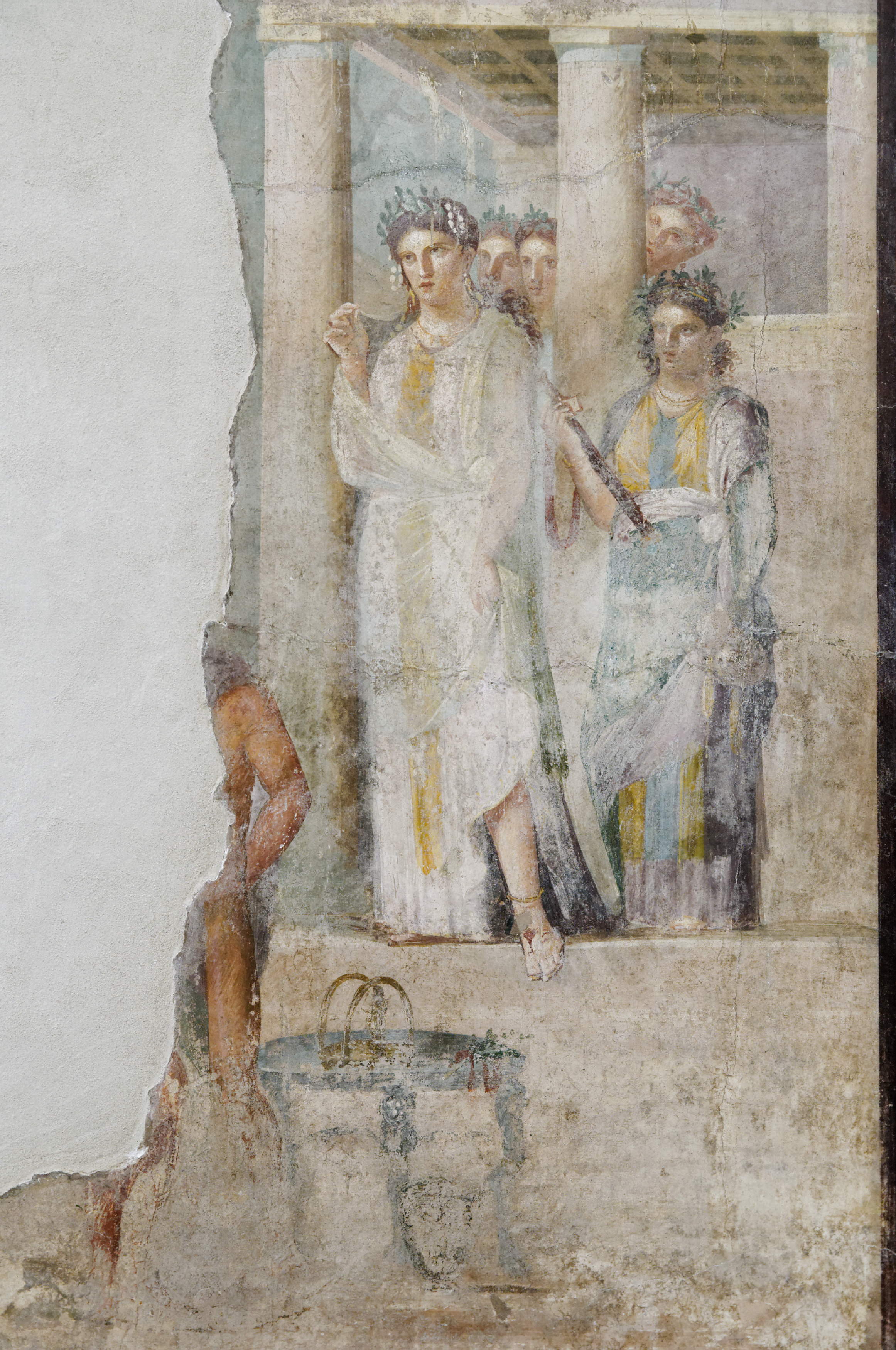
Iphigénie, prêtresse d'Artémis en Tauride, accueille les prisonniers grecs, dont son frère Oreste et son ami Pylade, fresque, Pompéi.

À la création, les rôles principaux ont été tenus par les artistes suivants :
- Toante : usurpateur du royaume de Tauride en Scythie, Giovanni Batista Zonca, basse
- Ifigenia : fille d'Agamemnon, prêtresse de Diane (Artémis), Dorothea Wendling, soprano
- Oreste : frère d'Iphigénie, Lorenzo Tonarelli, castrat soprano
- Pilade : prince grec, ami d'Oreste, Giovanni Battista Coraucci, castrat alto
- Tomiri : princesse héritière du trône de Tauride, Elisabeth Sarselli, soprano
- Merodate : roi des Sarmates, Pietro Paolo Carnoli, ténor.

La choréographie fut confiée au maître de ballet François André Bouqueton (Signor Bouqueton),.

## Réception
Il n'y a pas de documents montrant que l’opéra ait été joué dans des théâtres autres que celui de Mannheim mais le livret de Verazi fut repris d’abord par Carlo Monza pour son opéra Oreste (1766 à Turin) puis par Niccolò Jommelli (1771 à Naples), dans une version retravaillée par Verazi lui-même.

L'œuvre plut suffisamment à Charles-Théodore pour qu'il passe une autre commande à de Majo pour le théâtre de Mannheim : Alessandro nell'Indie (1766, Alejandro en la India (Majo) (es)).